# Woodside (Delaware)
Woodside város az USA Delaware államában, Kent megyében. Lakosainak száma 190 fő (2020. április 1.).

## Népesség
A település népességének változása:

| 2010 | 181 |
| 2020 | 190 |